# Wally S. M. Sanneh
Wally S. M. Sanneh (* 20. Jahrhundert) ist ein Politiker im westafrikanischen Staat Gambia.

## Leben
| Parlamentswahl | Stimmen | Stimmanteil |
| -------------- | ------- | ----------- |
| 1983           | 1.929   | 39,63 %     |
| 1987           | 1.929   | 39,63 %     |
| 1992           | 2.145   | 51,92 %     |

Nachdem der Kandidat des Wahlkreises Eastern Kiang, Kebba O. Fadera (parteilos), zurückgetreten war und auf seinen Sitz im Parlament verzichtet hatte, wurde im Juli 1983 im Wahlkreis Nachwahlen angesetzt. Sanneh trat bei den Nachwahl 1983 im Wahlkreis als parteiloser Kandidat gegen den Kandidaten der People’s Progressive Party (PPP), Jallow Sanneh, an. Er erreichte 37,77 % der Stimmen und unterlag damit Jallow Sanneh.
Bei den Parlamentswahlen 1987 trat er als Kandidat der National Convention Party (NCP) im selben Wahlkreis an. Mit 39,63 % der Stimmen unterlag er erneut Jallow Sanneh, der 56,61 % der Stimmen erreichte. Vor den Parlamentswahlen 1992 trat Sanneh selbst in die PPP ein und trat zur Wahl im selben Wahlkreis an. Er gewann den Wahlkreis vor seinen parteilosen Gegenkandidaten Buba Samura mit 51,92 % der Stimmen und errang damit einen Sitz im House of Representatives.
Bei den folgenden Parlamentswahlen 1997 und nach dem Putsch in Gambia 1994 von Yahya Jammeh und Verbot der PPP betätigte sich Sanneh vorerst nicht aktiv politisch, trat aber vor den Regionalwahlen in Gambia 2002 der Alliance for Patriotic Reorientation and Construction (APRC) bei. Mangels Gegenkandidaten bei den Regionalwahlen wurde er zum Vorsteher des Mansakonko Area Councils.